# Competència lingüística
|  | Per a altres significats, vegeu «competència comunicativa». |

La competència lingüística és, segons la lingüística i les teories que s'agrupen dins de la gramàtica formal, el conjunt de coneixements que permeten al parlant d'una llengua comprendre i produir una quantitat, potencialment infinita, d'oracions gramaticalment correctes amb una quantitat finita d'elements. A més, certs enfocaments que se situen en la gramàtica funcional entenen que també inclou cert coneixement sobre l'adequació d'un enunciat al context de situació en què es produeix.
Per a Howard Gardner, la competència lingüística és la intel·ligència que sembla compartida de manera més universal i comuna en tota l'espècie humana. Considera que les medul·les de tal tipus d'intel·ligència són la fonologia i la sintaxi, mentre que la semàntica i la pragmàtica es relacionen més amb la intel·ligència lògica-matemàtica i la intel·ligència interpersonal. Defineix doncs la competència lingüística com aquella que permet processar informació d'un sistema de símbols per reconèixer la validesa fonològica, sintàctica o semàntica en un acte de significació d'aquesta llengua.
Per a Chomsky, la competència lingüística és la capacitat que té tot ésser humà de manera innata de poder parlar i crear missatges que mai abans havia sentit. Aquesta competència se centra en les operacions gramaticals que té interioritzades l'individu i s'activen segons es desenvolupi la seva capacitat col·loquial. És a dir, el llenguatge neix des de dins de l'individu i no des del social, com sostenia Saussure. El mestre el que ha de fer és desenvolupar aquesta competència lingüística en l'alumne fent que parli i ensenyant-li vocabulari, i no solament gramàtica. La competència lingüística es fa realitat a través de regles generatives que es relacionen amb la gramàtica, que és saber organitzar-se i estructurar-se.

## A l'educació primària
El Reial Decret 1513/2006 de 7 de desembre (BOE, 8 de desembre), pel qual s'estableixen els ensenyaments mínims de l'Educació Primària, assenyala com a primera competència bàsica del currículum de l'ensenyament primari “la competència en comunicació lingüística”. El desenvolupament d'aquesta competència es justifica i concreta en les següents activitats fonamentals per a les relacions humanes (BOE 2006):
1. Comprensió de la realitat, comunicació oral i escrita, organització del pensament.
2. Expressió d'idees, emocions, vivències, opinions, expressió oral i escrita, diàleg i relació social.
3. La conversa com a mitjà d'aprenentatge, de desenvolupament personal i afectiu.
4. La construcció de relacions iguals; el llenguatge com a motor per a la resolució de conflictes en la comunitat escolar.
5. La interacció verbal i no verbal adaptada a qualsevol context.
6. La lectura i l'escriptura.
7. El coneixement reflexiu de la llengua per explorar totes les estratègies expressives que permetin una millor interacció social.
8. El domini i la formalització de la llengua permeten el desenvolupament de la capacitat crítica i la capacitat empàtica per escoltar, entendre i valorar les opinions diverses transmeses en la conversa oral i en els textos escrits.

## Àmbits
Competència lectora: el foment de la lectura a l'aula ha de ser una cosa primordial, a través de la lectura l'individu comprèn i es relaciona amb la societat. La major part de les coses que sabem, les aprenem a través dels llibres.
Competència per parlar i escoltar: són dos conceptes imprescindibles en la nostra societat, hem d'escoltar i comprendre, l'ésser humà necessita parlar per comunicar-se, per relacionar-se i transmetre missatges a través de la seva llengua. Els alumnes han d'aprendre a comprendre el que escolten i a expressar-se correctament per poder arribar a establir una bona comunicació.
Competència en composició de textos: habilitat per compondre diferents textos de caràcter escrit, transmetent un coneixement o satisfent les necessitats personals i participant en la vida social.
Competència plurilingüe i pluricultural: en l'última dècada hi ha hagut un augment considerable de la diversitat lingüística, avui dia en una mateixa aula poden existir diverses cultures, això no ha de ser un obstacle per a l'ensenyament/aprenentatge, sinó una oportunitat per enriquir-se i conèixer altres cultures i altres llengües.

## Actuació en la gramàtica generativa
La distinció que la gramàtica generativa fa entre competència i actuació de vegades es confon amb la dicotomia que Ferdinand de Saussure va formular entre llengua i parla. És molt important reconèixer que aquestes dues parelles de nocions no tenen cap relació entre si, encara que molts adversaris de Chomsky usen el clixé de dir que són equivalents. Això és un greu error.
Per començar, la competència és per complet individual, mentre la llengua és enterament social, com va assenyalar Saussure en el seu famós Curs de Lingüística General. Però hi ha alguna cosa que és fins i tot més important. La suma completa dels enunciats de tots els parlants (tots ells, als quals Saussure anomenava la “massa”) conté la llengua; en canvi, la col·lecció exhaustiva de tots i cadascun dels enunciats d'un individu (tota la seva actuació) conté solament una fracció de la seva competència. De fet, Chomsky té una noció pròpia de llengua: un conjunt infinit d'oracions (i la competència és precisament la capacitat per generar-ho), que tampoc coincideix amb la llengua saussuriana.
D'altra banda, l'actuació és un procés mental i innat, igual que la competència, i es considera que és molt més uniforme que la competència (els processos d'actuació són essencialment els mateixos en tots els individus); de fet, al Programa minimalista, el problema central de la sintaxi és com fer-ho perquè les arbitràries associacions de trets en el lèxic es combinin entre si de tal manera que el resultat final pugui ser interpretat adequadament pels sistemes mentals d'actuació, que són el sistema articulatori-perceptiu i el sistema conceptual-intencional; és a dir, la tasca de la sintaxi és neutralitzar la diferència entre els lèxics (gràcies a la sintaxi, els sistemes d'actuació de tots els individus reben la mateixa informació). Clarament, això subratlla el fet que l'actuació no té res a veure amb la parla saussuriana tampoc (és a dir l'actuació no és la conducta verbal sinó la seva capacitat).
En altres paraules, competència i actuació són dos mòduls diferents de la ment, dos components separats, un pot existir sense l'altre: es pot afectar l'actuació sense afectar la competència. Llengua i parla, en canvi, no són independents: no hi ha parla sense llengua, ni viceversa.

## Competència comunicativa
Enfront de la idea de competència lingüística apareix la noció de competència comunicativa de Dell Hymes referida a l'ús de la llengua en actes de comunicació particulars, concrets i socialment i històricament situats. D'aquesta manera, Hymes introdueix una visió més pragmàtica de la llengua, en la qual els aspectes socioculturals resulten determinants en els actes comunicatius.
Umberto Eco concep dos enfocaments pragmàtics, una pragmàtica de la significació i una altra de la comunicació. Així doncs, fenòmens com la correferència textual, el tòpic, la coherència textual, la referència a un conjunt de coneixements, la implicació conversacional i molts altres, concerneixen a un procés de comunicació efectiu i cap sistema de significació pot preveure'ls.
Va prenent forma així la competència enciclopèdica, referida a la capacitat de posar en joc, en els actes de significació i comunicació, els sabers amb els quals expliquen els subjectes i que són construïts en l'àmbit de la cultura escolar o sociocultural en general, i en el microentorn local i familiar.
Una altra diferència important entre les competències lingüística i comunicativa correspon al caràcter dinàmic de la segona enfront del caràcter estàtic de la primera. La competència lingüística és innata, té base biològica, és estàtica, té un caràcter absolut i no implica comparació. La competència comunicativa és un concepte dinàmic que depèn de la negociació del significat entre dues o més persones que comparteixen fins a cert punt el mateix sistema simbòlic. Com Savignon proposa, té un caràcter interpersonal i no intrapersonal. A més, la competència comunicativa té un caràcter relatiu i no absolut i els diferents usuaris de la llengua poden presentar diferents graus de competència comunicativa. La competència comunicativa, per tant, té base social i és específica del context en el qual té lloc la comunicació.
Des de la comunicació es perfilen tres grans competències: l'argumentativa, la interpretativa i la propositiva. En l'argumentació es valoren les accions que directament legitimen i s'adonen del plantejat en l'acte comunicatiu, per ampliar la confrontació de significats i la capacitat de decisió en situacions, i es relaciona amb la parla, amb la retòrica i amb l'ètica. En la interpretació es domina un sistema de regles per inferir expressions possibles, i es relaciona amb la lectura, l'hermenèutica i la semiòtica. En la proposició es formula o produeix un nou sentit que es dona en les accions de confrontació, refutació o en les alternatives de solució plantades enfront d'un text o discurs; es relaciona amb l'escriptura, la pragmàtica i la crítica. L'habilitat d'escoltar és important en les tres competències comunicatives.